# Sheffield Tigers
Sheffield Tigers – brytyjski żużlowy klub z Sheffield. Został założony w 1929 roku. W 1951 został zamknięty i ponownie otwarty w 1960 roku. Przez większość lat swojego istnienia jeździł w niższych brytyjskich ligach (Zwyciężał drugą ligę w 1947, 1999, 2002 i 2017 roku). Obecnie występuje w Premiership – najwyższej klasie rozgrywkowej drużynowych mistrzostw Wielkiej Brytanii na żużlu. Jest trzykrotnym medalistą tych rozgrywek (srebro w 1973 i 2022, brąz w 2021).

## Skład na sezon 2022[3]
- Craig Cook
- Adam Ellis
- Jack Holder
- Kyle Howarth
- Connor Mountain
- Tobiasz Musielak
- Stefan Nielsen
- Dan Thompson

## Osiągnięcia
- Drużynowe Mistrzostwa Wielkiej Brytanii:
  - srebro: 2 (1973, 2022)
  - brąz: 1 (2021)

- Elite League Knockout Cup:
  - złoto: 1 (1974)
  - srebro: 2 (1939, 2002)

## Znani i wyróżniający się zawodnicy
W nawiasie podano lata startów dla klubu.
- Tommy Allott (1931–1932, 1938, 1946–1949, 1950–1951)
- John Dews (1962–1970)
- Arnold Haley (1965–1978, 1980)
- Bob Valentine (1970–1974)
- Neil Collins (1979–1980, 1984–1988, 1995)
- Shawn Moran (1980–1988, 1994)
- Jan O. Pedersen (1984)
- Kelly Moran (1986–1988)
- Sean Wilson (1986–1988, 1999–2005)
- Tai Woffinden (2006)
- Simon Stead (2013–2016)
- Jack Holder (2020–)